# 디그니타스 (e스포츠)
디그니타스(Dignitas)는 영국을 기반으로 하고 있는 e스포츠팀이다. 2003년 9월 9일 배틀필드 1942 클랜 팀인 Legion Condor와 Sweden Kompanix팀을 인수 합병해 만들어진 팀으로 차후 다른 종목에서 팀을 두기 시작하였고, 2004년 7월에는 Team Dignitas Ltd. 라는 유한회사를 설립하였다. 이전에는 팀 디그니타스(Team Dignitas)라는 이름을 사용하였다.
현재 디그니타스의 대표이사는 마이클 '오디' 오델이다.